# Pyrichaperia pyriformis
Pyrichaperia pyriformis is een mosdiertjessoort uit de familie van de Chaperiidae. De wetenschappelijke naam van de soort is, als Chaperia pyriformis, voor het eerst geldig gepubliceerd in 1929 door Canu & Bassler.